# Dries van Agt
Andreas Antonius Maria "Dries" van Agt (tiếng Hà Lan: [ˈdris fɑn ˈɑxt] ⓘ) 2 tháng 2 năm 1931  –  5 tháng 2 năm 2024) là một nhà chính trị Hà Lan đã nghỉ hưu của Đảng Dân chủ Cơ-đốc. Ông là thủ tướng Vương quốc Hà Lan từ ngày 19 tháng 12 năm 1977, cho đến ngày 4 tháng 11 năm 1982.
Trước đó ông đã giữ chức Bộ trưởng Bộ Tư pháp từ 6 tháng 7 năm 1971 đến 8 tháng 9 năm 1977 trong các nội các của Biesheuvel I, II và Den Uyl. Ông đã là phó thủ tướng Chính phủ từ 11 tháng 5 năm 1973 cho đến ngày 8 tháng 9 năm 1977 trong nội các Den Uyl. Ông từ chức Bộ trưởng Bộ Tư pháp và Phó Thủ tướng Chính phủ để trở thành lãnh đạo Đảng Dân chủ Cơ-đốc đầu tiên và là lãnh đạo Quốc hội đầu tiên của Đảng Dân chủ Cơ-đốc ở Hạ viện mà ông phục vụ từ 26 tháng 5 năm 1977 cho đến ngày 19 tháng 12 năm 1977. Ông là một dân biểu Hạ viện từ 8 tháng 6 1977 đến 19 tháng 12 năm 1977. Van Agt trở thành Thủ tướng của Hà Lan, lãnh đạo các nội các Van Agt I, II và III. Ông là Bộ trưởng Bộ Ngoại giao cho nội các thứ ba của mình. Sau khi trở thành thủ tướng, Van Agt trở thành Ủy viên được ủy quyền của Nữ hoàng Hà Lan đối với Bắc Brabant từ ngày 1 tháng 6 năm 1983 ngày 22 tháng 4 năm 1987, ông từ chức là Ủy viên được ủy quyền của Nữ hoàng vì những lời chỉ trích về mức độ thực hiện của ông và sự hợp tác với Provinciale Staten (Nghị viện tỉnh). Sau khi rời khỏi Bắc Brabant, ông trở thành một nhà ngoại giao cho Cộng đồng châu Âu, đầu tiên làm đại sứ tại Nhật Bản từ ngày 1 tháng 4 1987 cho đến tháng 4, 1 năm 1989  khi ông trở thành đại sứ tại Hoa Kỳ cho đến ngày 1 tháng 4 năm 1995.

## Đầu đời và giáo dục
Andreas Antonius Maria van Agt sinh ra ở Geldrop ở Tỉnh Hà Lan của Bắc Brabant vào ngày 2 tháng 2 năm 1931 trong một gia đình Công giáo La Mã. Sau khi nhận bằng tốt nghiệp Gymnasium-A tại Augustinianum ông theo học tại Đại học Công giáo Nijmegen, nơi ông nhận bằng Tiến sĩ Luật vào năm 1955. Sau khi tốt nghiệp, ông hành nghề luật ở Eindhoven cho đến năm 1957, sau đó ông làm việc tại văn phòng pháp lý và kinh doanh của Bộ Nông nghiệp và Thủy sản cho đến năm 1962. Từ năm 1962 đến năm 1968, ông làm việc cho Bộ Tư pháp.

## Sự nghiệp chính trị

### Bộ trưởng và Phó thủ tướng

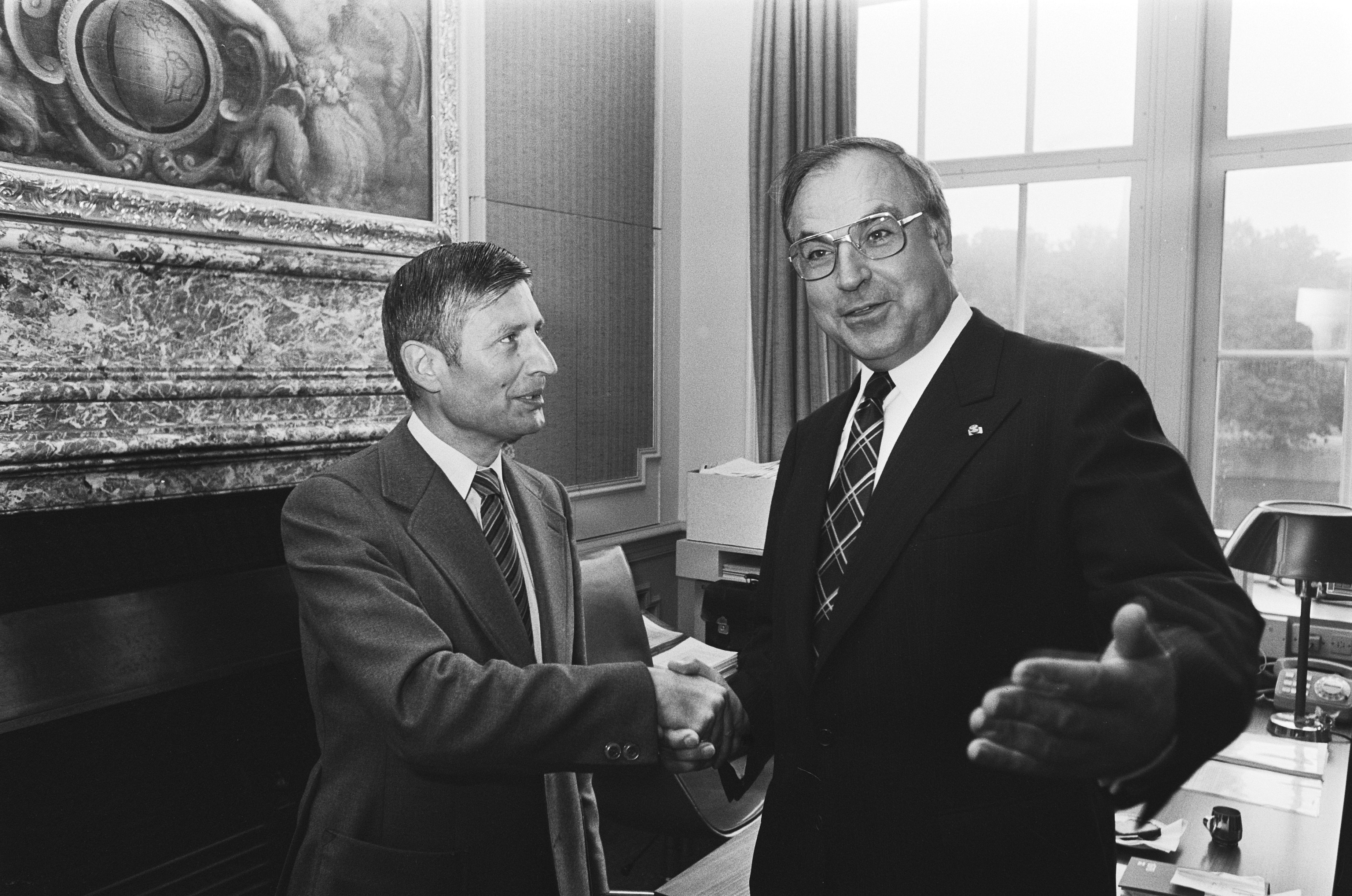
Thủ tướng Dries van Agt và Lãnh đạo Đức Helmut Kohl tại Bộ Tổng hợp vào ngày 13 tháng 9 năm 1978.

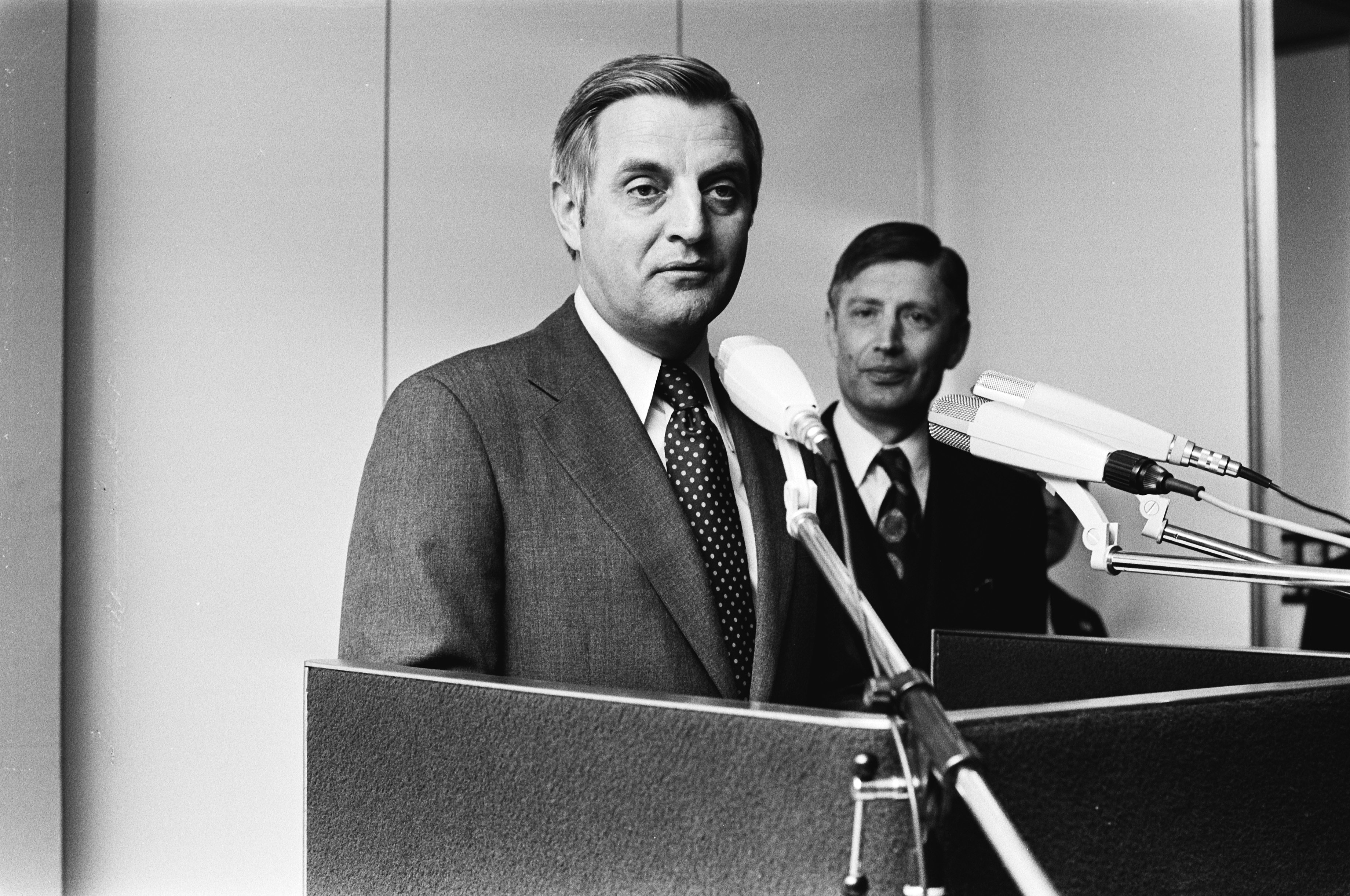
Phó Tổng thống Hoa Kỳ Walter Mondale và Thủ tướng Dries van Agt trong cuộc họp báo tại Airport Schiphol vào ngày 21 tháng 4 năm 1979.

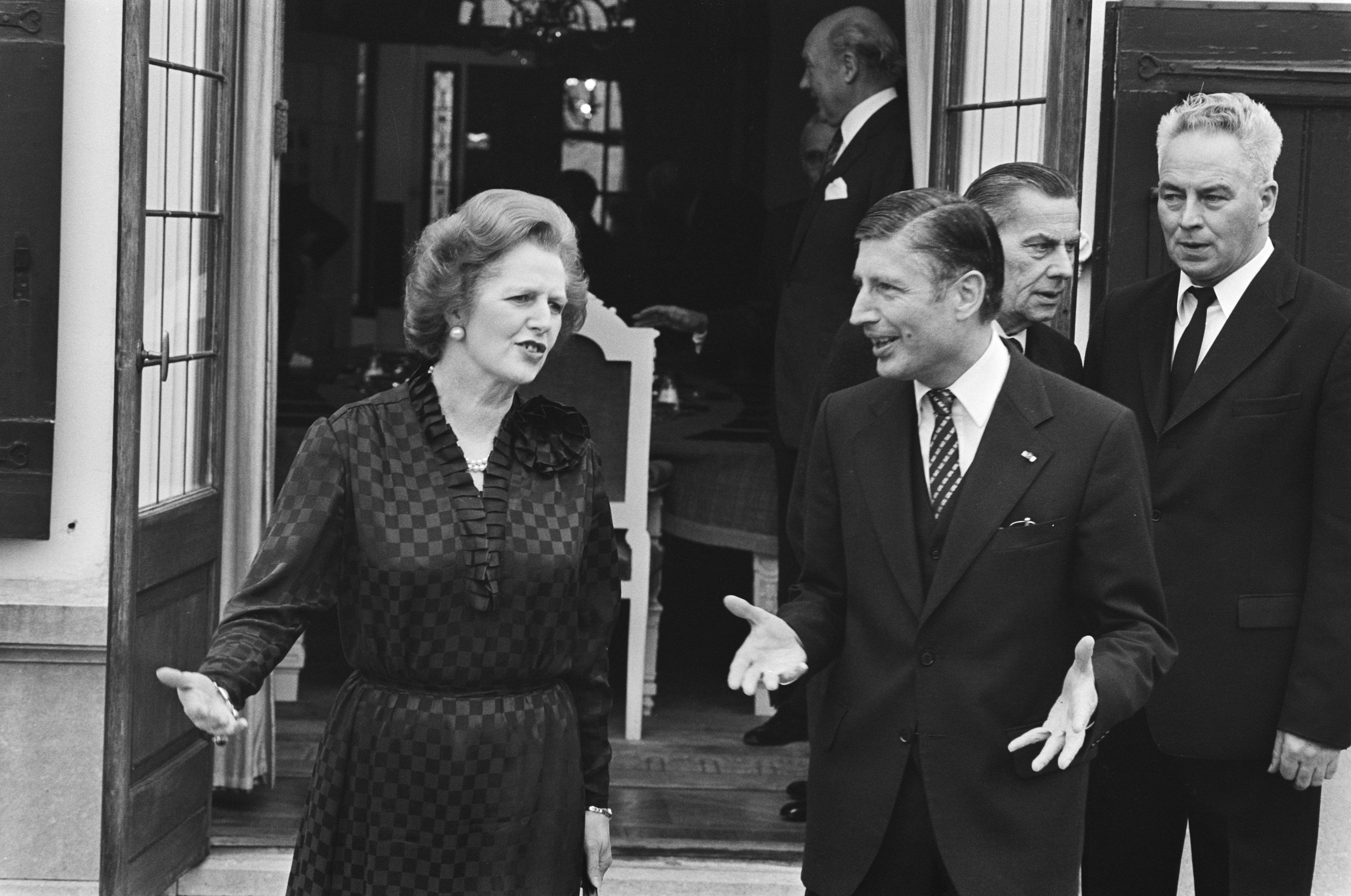
Thủ tướng Anh Margaret Thatcher và Thủ tướng Dries van Agt tại Catshuis vào ngày 6 tháng 2 năm 1981.

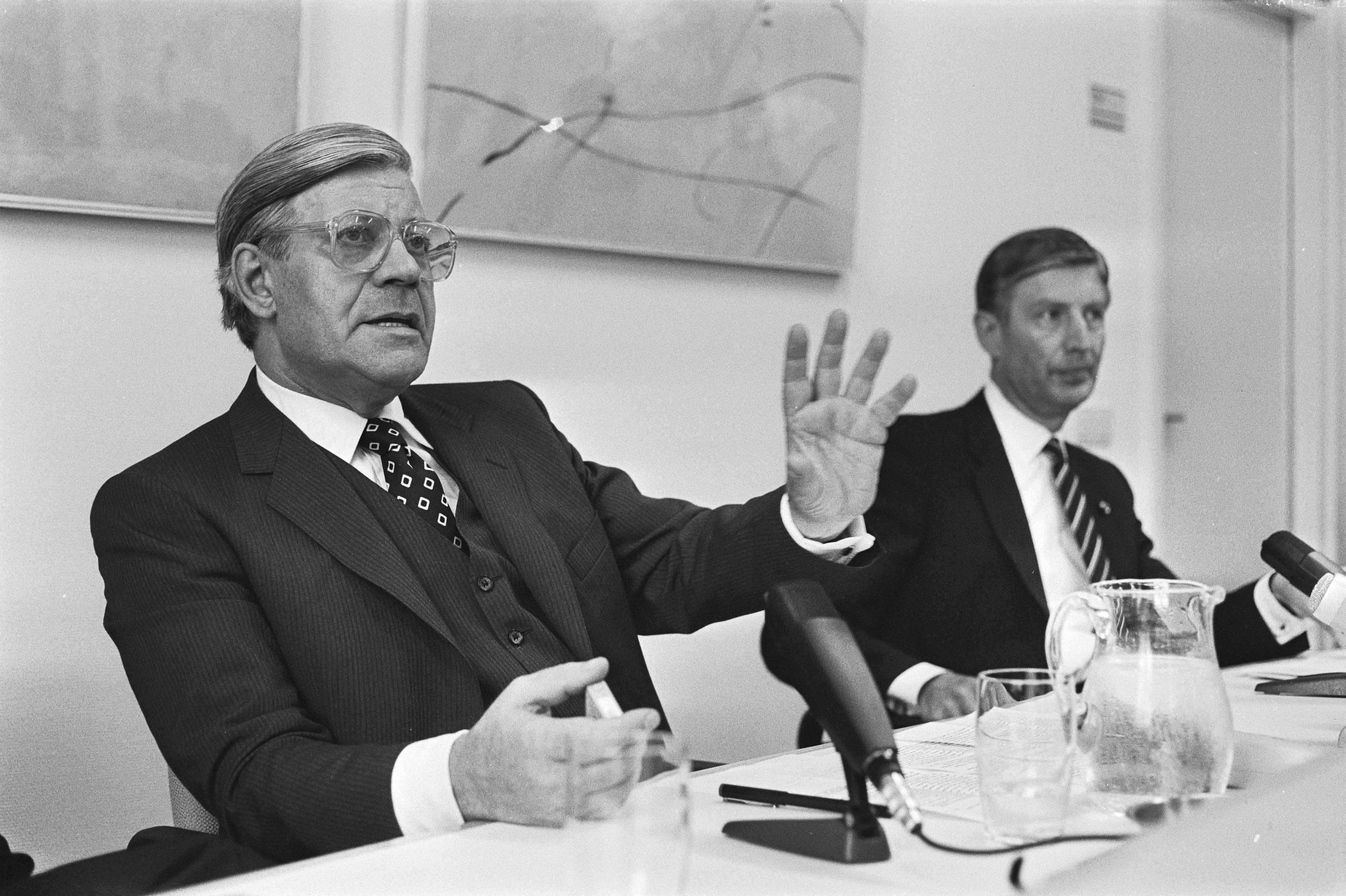
Thủ tướng Tây Đức Helmut Schmidt và Thủ tướng Dries van Agt trong cuộc họp báo tại Sân bay Schiphol vào ngày 9 tháng 7 năm 1982.

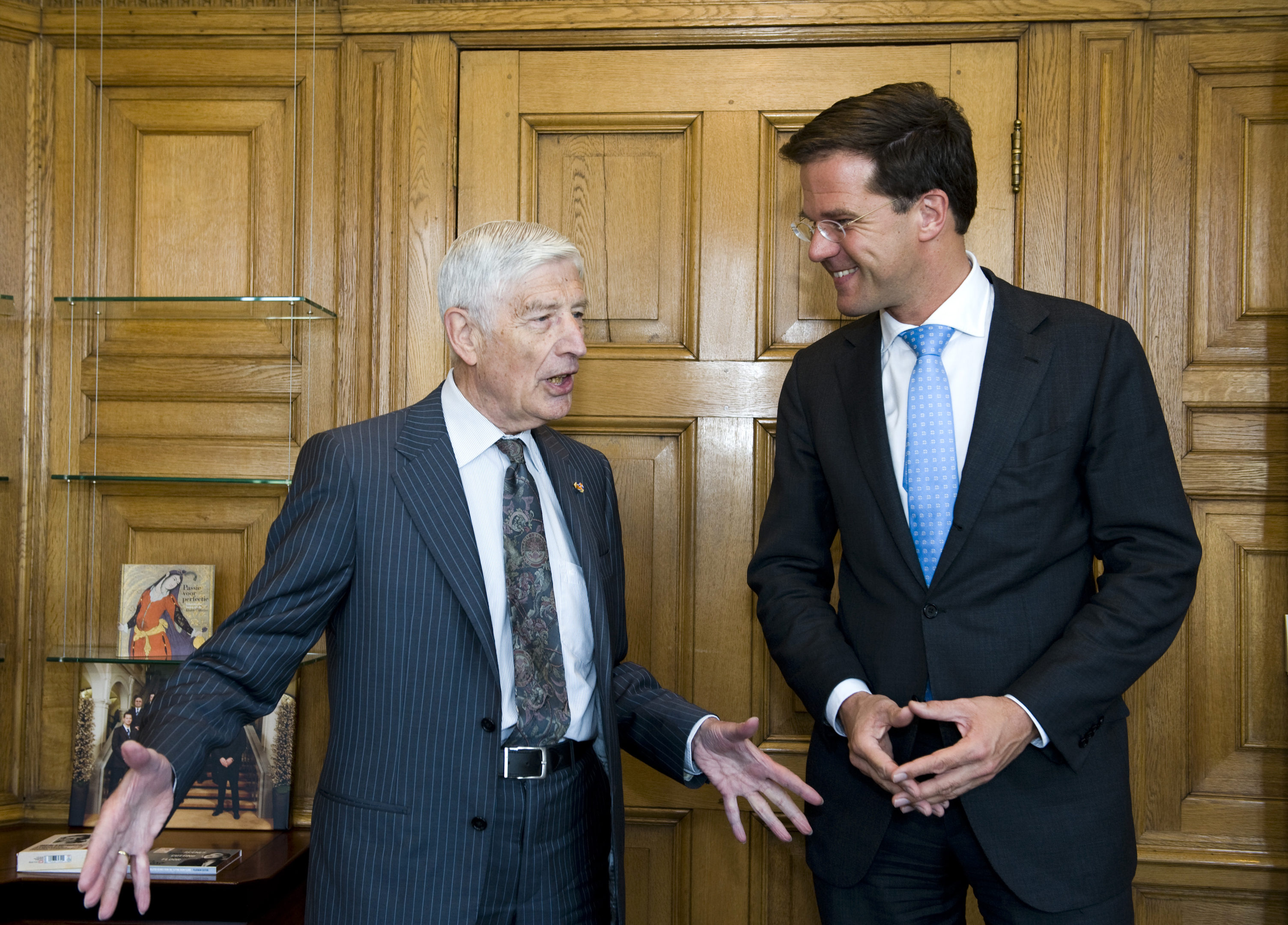
Dries van Agt và Thủ tướng Mark Rutte tại Het Torentje vào ngày 18 tháng 4 năm 2011.

Van Agt tham gia chính trường với tư cách là thành viên của Đảng Nhân dân Công giáo, đảng này đã sáp nhập với hai đảng Dân chủ Thiên chúa giáo lớn khác vào năm 1980 để thành lập Đảng Dân chủ Thiên chúa giáo (CDA). Từ năm 1968 đến năm 1971, Van Agt là Giáo sư Luật Hình sự tại Đại học Công giáo Nijmegen. Từ năm 1971 đến năm 1973, ông là Bộ trưởng Bộ Tư pháp trong chính phủ Barend Biesheuvel. Ông đã gây ra sự phẫn nộ khi cố gắng ân xá ba tội phạm chiến tranh cuối cùng của Đức Quốc xã vẫn còn ở trong các nhà tù Hà Lan vào năm 1972. Từ năm 1973 đến năm 1977, ông là Phó Thủ tướng và Bộ trưởng Bộ Tư pháp trong chính phủ Joop den Uyl.

## Qua đời
Ông và vợ đã "lên kế hoạch" vào ngày 5 tháng 2 năm 2024, ba ngày sau sinh nhật lần thứ 93 tuổi của ông. Theo gia đình, hai vợ chồng qua đời trong tay nhau bằng hình thức an tử kép. Trước đó ông đã bị xuất huyết não suy nhược khi đang phát biểu vào năm 2019 và ông và vợ không thể hồi phục kể từ đó.